# 캐서린 매코맥
캐서린 매코맥(Catherine McCormack, 1972년 4월 6일 ~ )은 잉글랜드의 배우이다.

## 출연 작품

### 영화
- 브레이브하트 (1995)
- 베로니카: 사랑의 전설 (1998)
- 루나사에서 춤을 (1998)
- 뱀파이어의 그림자 (2000)
- 웨이트 오브 워터 (2000)
- 테일러 오브 파나마 (2001)
- 스파이 게임 (2001)
- 스트링 (2004)
- 타임코드 (2005)
- 르네상스 (2006)
- 28주 후 (2007)
- 매직 인 더 문라이트 (2014) - 올리비아 역
- 새벽의 약속 (2017) - 레슬리 블랜치 역
- 이름들로 만든 노래 (2019, The Song of Names)

### 텔레비전
- 라이프 인 스퀘어스 (2015, Life in Squares) - BBC Two
- 셜록 (2016)
- 지니어스 (2017)
- 슬로 호시스 (2022)